# Pattinaggio di velocità ai XXIII Giochi olimpici invernali - 1000 m femminile
La gara dei 1000 metri femminile di pattinaggio di velocità dei XXIII Giochi olimpici invernali di Pyeongchang si è svolta il 14 febbraio 2018 sulla pista dell'ovale di Gangneung a partire dalle ore 19:00 (UTC+9).
La pattinatrice olandese Jorien ter Mors ha conquistato la medaglia d'oro, mentre l'argento e il bronzo sono andati rispettivamente alle giapponesi Nao Kodaira e Miho Takagi.

## Record
Prima della manifestazione il record del mondo e il record olimpico erano i seguenti:
| Record mondiale | 1'12"09 | Nao Kodaira Giappone    | 10 dicembre 2017 Salt Lake City, Stati Uniti |
| Record olimpico | 1'13"83 | Chris Witty Stati Uniti | 17 febbraio 2002 Salt Lake City, Stati Uniti |

Durante la competizione è stato battuto il seguente record:
| Data        | Evento      | Atleta          | Nazione     | Tempo   | Record          |
| ----------- | ----------- | --------------- | ----------- | ------- | --------------- |
| 14 febbraio | Batteria 12 | Jorien ter Mors | Paesi Bassi | 1'13"56 | Record olimpico |

## Risultati
| Pos.    | Batteria | Corsia | Atleta                 | Nazione                      | Tempo    | Distacco | Note            |
| ------- | -------- | ------ | ---------------------- | ---------------------------- | -------- | -------- | --------------- |
| Oro     | 12       | I      | Jorien ter Mors        | Paesi Bassi                  | 1'13"56  | -        | Record olimpico |
| Argento | 15       | O      | Nao Kodaira            | Giappone                     | 1'13"82  | +0"26    |                 |
| Bronzo  | 14       | I      | Miho Takagi            | Giappone                     | 1'13"98  | +0"42    |                 |
| 4       | 12       | O      | Brittany Bowe          | Stati Uniti                  | 1'14"36  | +0"80    |                 |
| 5       | 15       | I      | Vanessa Herzog         | Austria                      | 1'14"47  | +0"91    |                 |
| 6       | 16       | I      | Marrit Leenstra        | Paesi Bassi                  | 1'14"85  | +1"29    |                 |
| 7       | 14       | O      | Karolína Erbanová      | Rep. Ceca                    | 1'14"95  | +1"39    |                 |
| 8       | 16       | O      | Heather Bergsma        | Stati Uniti                  | 1'15"15  | +1"59    |                 |
| 9       | 4        | I      | Ireen Wüst             | Paesi Bassi                  | 1'15"32  | +1"76    |                 |
| 10      | 7        | O      | Ida Njåtun             | Norvegia                     | 1'15"43  | +1"87    |                 |
| 11      | 11       | O      | Zhang Hong             | Cina                         | 1'15"67  | +2"11    |                 |
| 12      | 11       | I      | Natalia Czerwonka      | Polonia                      | 1'15"77  | +2"21    |                 |
| 13      | 10       | I      | Arisa Go               | Giappone                     | 1'15"84  | +2"28    |                 |
| 14      | 13       | I      | Hege Bøkko             | Norvegia                     | 1'15"98  | +2"42    |                 |
| 15      | 9        | I      | Gabriele Hirschbichler | Germania                     | 1'16"03  | +2"47    |                 |
| 16      | 9        | O      | Park Seung-hi          | Corea del Sud                | 1'16"11  | +2"55    |                 |
| 17      | 5        | I      | Yu Jing                | Cina                         | 1'16"361 | +2"80    |                 |
| 18      | 7        | I      | Kim Hyun-yung          | Corea del Sud                | 1'16"366 | +2"80    |                 |
| 19      | 2        | O      | Nikola Zdráhalová      | Rep. Ceca                    | 1'16"43  | +2"87    |                 |
| 20      | 13       | O      | Huang Yu-ting          | Taipei cinese                | 1'16"44  | +2"88    |                 |
| 21      | 6        | I      | Tian Ruining           | Cina                         | 1'16"69  | +3"13    |                 |
| 22      | 8        | O      | Angelina Golikova      | Atleti Olimpici dalla Russia | 1'16"85  | +3"29    |                 |
| 23      | 8        | I      | Kaylin Irvine          | Canada                       | 1'16"90  | +3"34    |                 |
| 24      | 6        | O      | Yekaterina Aydova      | Kazakistan                   | 1'17"09  | +3"53    |                 |
| 25      | 10       | O      | Heather McLean         | Canada                       | 1'17"25  | +3"69    |                 |
| 26      | 5        | O      | Judith Dannhauer       | Germania                     | 1'17"41  | +3"85    |                 |
| 27      | 3        | O      | Francesca Bettrone     | Italia                       | 1'17"83  | +4"27    |                 |
| 28      | 3        | I      | Jerica Tandiman        | Stati Uniti                  | 1'18"02  | +4"46    |                 |
| 29      | 2        | I      | Karolina Bosiek        | Polonia                      | 1'18"53  | +4"97    |                 |
| 30      | 4        | O      | Yvonne Daldossi        | Italia                       | 1'19"33  | +5"77    |                 |
| 31      | 1        | I      | Michelle Uhrig         | Germania                     | 1'20"81  | +7"25    |                 |